# 龙凤山镇
龙凤山镇，是中华人民共和国黑龙江省哈尔滨市五常市下辖的一个镇，位于五常市东南部。
2013年8月7日，黑龙江省民政厅批复同意撤销龙凤山乡，设立龙凤山镇。

## 行政区划
龙凤山镇下辖以下地区：
乐园村、胜源村、王家炉村、学田村、兴元村、常卜村、北星村、民利村、石庙村、劳动村、辉煌村、新华村、东兴村、光辉村、兰彩桥村、岗里村、七寸河村和东局子村。